# Организмична теория
Организмичните теории в психологията са семейство холистични психологически теории, които се стремят да изтъкнат организацията, единството и интеграцията на човешките същества, изразена чрез вродения стремеж към растеж или тенденция за развитие. Идеите на организмичната теория датират от публикацията на Курт Голдщайн от 1934 г. "Организмът: холистичен подход към биологията получен от патологични данни при човека". Най-директното влияние от психологията идав от гещалт психологията. Този подход е често в противоречие с механистичните и редукционистки перспективи в психологията.

## Примери за организмични теории и теоретици
- Организмична теория на Курт Голдщайн[1]
- Организмична психология на Лудвиг фон Берталанфи вътре в неговата теория за генералните системи[2]
- Теория за когнитивното развитие на Жан Пиаже
- Ортогеничния принцип на Хайнц Вернер
- Личностна теория на Андрас Ангиал
- Холистично-динамичната теория на Ейбрахам Маслоу
- Личностно-ориентирания подход на Карл Роджърс
- Гещалт терапията на Фриц Перлс и Лаура Перлс
- Самоопределящата се теория на Едуарди Деки и Ричард Райън[3]